# Berggächtle
De Berggächtle is een 2006 meter hoge berg in de deelstaat Beieren, Duitsland.

## Geografie
De Berggächtle maakt deel uit van de Allgäuer Alpen. Ten noordoosten van de berg bevindt zich de Giebel en ten zuidwesten ligt de Salober. De Berggächtle maakt deel uit van de subgroep Daumengruppe.